# Baréin en los Juegos Olímpicos de Atenas 2004
Baréin estuvo representado en los Juegos Olímpicos de Atenas 2004 por un total de 10 deportistas, 7 hombres y 3 mujeres, que compitieron en 4 deportes.
El portador de la bandera en la ceremonia de apertura fue el atleta Ahmed Hamada. El equipo olímpico bareiní no obtuvo ninguna medalla en estos Juegos.